# Nikola Padevski
Nikola Padevski, bolgarski šahovski velemojster, * 29. maj 1933, Plovdiv, Bolgarija, † 18. december 2023.